# Parvamussium rainesi
Parvamussium rainesi is een tweekleppigensoort uit de familie van de Propeamussiidae. De wetenschappelijke naam van de soort is voor het eerst geldig gepubliceerd in 2012 door Dijkstra.